# Honda NX 500
Die Honda NX 500 ist ein Motorrad des japanischen Fahrzeugherstellers Honda. Die Reiseenduro erschien 2024.
Die Honda NX 500 hat den gleichen Reihenzweizylindermotor wie das Vorgängermodell Honda CB 500 X. Er leistet maximal 35 kW (48 PS) bei 8600/min. Das maximale Drehmoment beträgt 43 Nm bei 6500/min. Damit reicht die Führerscheinklasse A2 aus, um die NX 500 fahren zu dürfen.
Das Gewicht des vollgetankten Motorrades gibt Honda mit 196 kg an, das Volumen des Kraftstofftanks mit 17,5 Liter. Die NX 500 ist damit 3 kg leichter als das Vorgängermodell. Neu hinzugekommen sind eine Traktionskontrolle sowie ein 5 Zoll großes (ca. 13 cm) TFT-Farbdisplay.
Die Maschine ist neben der Farbvariante „Matt Gunpowder Black Metallic“ auch in „Pearl Horizon White“ und „Grand Prix Red“ erhältlich.